# Emilia Weske
Emilia Franziska Weske (ur. 26 marca 2001 w Münster) – niemiecka siatkarka, reprezentantka kraju, grająca na pozycji atakującej.
Gdy miała rok wraz z rodziną przeprowadzili się do Poczdamu. Od wczesnego dzieciństwa uprawiała gimnastykę artystyczną. W wieku 11 lat jej koledzy z klasy zainspirowali ją do pójścia na zajęcia z siatkówki.
Uzyskała licencjat z nauk o środowisku i zdrowia na University of Southern California. Jej idolką sportową jest turecka siatkarka pochodzenia kubańskiego Melissa Vargas. Jej ulubionym filmem jest „Narodziny gwiazdy”, a ulubioną aktorką Zendaya. Bardzo lubi słuchać piosenkę „Viva la Vida” zespołu Coldplay.

## Udział siatkarki w międzynarodowych turniejach w reprezentacji Niemiec
Mistrzostwa Świata Kadetek:
- 6 miejsce 2017[8]

Mistrzostwa Europy Juniorek:
- 6. miejsce 2018[9]

Letnia Uniwersjada:
- 5. miejsce 2019[10]

Letnia Uniwersjada:
- 6. miejsce 2021[11]

Liga Narodów:
- 8. miejsce 2023[12]

Liga Narodów:
- 13. miejsce 2024[13]